# J. Marion Sims
James Marion Sims (Lancaster, Carolina del Sur, 25 de enero de 1813 - Nueva York, 13 de noviembre de 1883) fue un médico estadounidense especializado en cirugía. A menudo citado como el padre moderno de la ginecología, su trabajo más famoso fue el desarrollo de una técnica quirúrgica para la reparación de la fístula vesicovaginal, una grave complicación del parto obstruido. También se le recuerda por inventar el espéculo de Sims, el catéter sigmoideo de Sims y la posición de Sims, contribuciones aún empleadas a día de hoy en dicha rama de la medicina.
En 1876 fue elegido Presidente de la Asociación Médica Estadounidense. Contra una importante oposición, creó en Nueva York el primer hospital específico para mujeres. Se vio obligado a abandonar el hospital que fundó porque insistía en tratar a pacientes con cáncer; desempeñó un pequeño papel en la creación del primer hospital oncológico del país, que se inauguró tras su muerte. Sims fue uno de los médicos más famosos y respetados del país, con reconocimiento dentro y fuera de Estados Unidos. Se jactaba abiertamente de ser el segundo médico más rico del país.
Sin embargo, como afirma el especialista en ética médica Barron H. Lerner, «sería difícil encontrar una figura más controvertida en la historia de la medicina». La forma en que desarrolló sus técnicas quirúrgicas plantea cuestiones éticas:  operó sin anestesia a mujeres y niñas negras esclavizadas que, al igual que los prisioneros, no podían dar su consentimiento de forma significativa porque no podían negarse. En el siglo XX, esta práctica fue condenada como un uso indebido de sujetos humanos de experimentación y Sims fue descrito como «un ejemplo paradigmático del progreso en la profesión médica realizado a expensas de una población vulnerable». El médico y antropólogo L. Lewis Wall y otros historiadores de la medicina defendieron las prácticas de Sims como coherentes con los EE. UU. de la época en la que vivió. Según Sims, las mujeres negras esclavizadas estaban «dispuestas» y no tenían otra opción mejor.
Sims fue un prolífico autor y sus cartas, informes y análisis publicados sobre sus experimentos médicos, junto con su propia autobiografía de 471 páginas (resumida en un discurso justo después de su muerte), son las principales fuentes de conocimiento sobre su figura y su carrera. A finales del siglo XX y principios del XXI, su autopresentación positiva ha sido objeto de revisión. En 2018 se retiró una estatua en su honor situada en Bryant Park, Nueva York, erigida en 1894 como el primer monumento en Estados Unidos en honor a un médico. Asimismo, el comité de la asociación a favor de las personas negras POC (People of Color) han exigido peticiones y campañas para retirar el nombre de Sims de los utensilios y herramientas que inventó.